# 한북대학교
한북대학교(韓北大學校, Hanbuk University)는 2003년에 설립한 대한민국의 개신교 계통 사립 대학교이다. 2014년으로 11년만에 폐교됐다.
한북대학교는 기독교의 정신을 바탕으로 홍익인간의 이념을 펼치기 위하여 인격의 완성, 국가와 사회에 봉사하는 전문직업인 양성을 창학 이념으로 하여 신흥대학의 설립자인 강신경 목사가 설립하였다.
한북대학교의 심볼마크는 사악한 기운을 방지하는 방패형태를 취하고 있으며, University의 "U", 한북의 "H", 기독교의 상징인 십자가를 주형태로 조합하여 디자인되었다. 원형라인의 식물은 월계수를 상징하며 교육으로 목표를 달성한다는 의미를 담고 있다. 심볼의 군청색은 우주(세계)를 상징하며, 원형라인의 밝은 연푸른색은 하늘, 생명을 상징한다.

## 연혁
- 1960. 01. 14 재단법인 신흥학원 설립
- 1960. 05. 03 신흥농업고등학교 설립인가 개교
- 1961. 02. 28 신흥중학교 설립인가
- 1966. 06. 24 학교법인 신흥학원 정관 변경 인가
- 1971. 12. 23 학교법인 신흥학원 신흥보건전문학교 설립 인가
- 1980. 09. 23 신흥실업전문대학으로 교명 변경 인가
- 1988. 03. 01 신흥전문대학으로 교명 변경 인가
- 1998. 05. 01 신흥대학으로 교명 변경 인가
- 1999. 05. 21 한북대학교 설립을 위한 정관 변경 인가 신청
- 1999. 12. 24 동두천시로부터 공공시설 입지 승인
- 2002. 06. 07 학교부지 매입 완료
- 2002. 06. 10 건축공사 기공식
- 2003. 06. 30 한북대학교 설립인가 신청
- 2003. 10. 22 한북대학교 설립인가
- 2004. 02. 13 제1대 총장 김병철 목사 취임
- 2004. 03. 03 한북대학교 개교(컴퓨터공학과 50명)
- 2006. 03. 02 사회복지학과(주) 증설, 컴퓨터공학과 50명을 30명으로 학과조정
- 2006. 09. 15 입학정원 200명 증원 인가
- 2006. 09. 27 영유아보육학과(주) 40명 증설인가, 국제관광경영학과(주) 40명 증설인가, 식품영양학과(주) 40명 증설인가, 건강관리학과(주) 40명 증설인가, 사회복지학과(주) 30명을 60명으로 학과조정인가
- 2008. 11. 20 국제교육원 설립
- 2009. 02. 27 제2대 총장 강신경 목사 취임
- 2009. 05. 04 특수대학원 설립
- 2009. 07. 30 입학정원 250명 증과증원 인가
- 2009. 08. 21 9개학과 신설(영어,중국어,경영,국제통상,특허법률,에너지자원,레저스포츠,간호,멀티미디어디자인)
- 2009. 08. 25 지식복지대학원 입학식
- 2011. 11. 08 생활문화대학원(아동가족학과)신설
- 2012년 : 교육과학기술부 선정 정부재정지원제한대학[3]
- 2014. 03. 01 신흥대(전문대)와 한북대가 통합 신한대학교로 개교

## 개설 학과
| 인문대학 - 영어학과 - 중국어학과 사회과학대학 - 사회복지학과 - 영유아보육학과 - 국제관광경영학과 - 경영학과 - 국제통상학과 - 특허법률학과 이공대학 - 컴퓨터정보학과 - 식품영양학과 - 에너지자원학과 체육과학대학 - 건강관리학과 - 레저스포츠학과 예술대학 - 멀티미디어 디자인학과 보건대학 - 간호학과 교양학부 | 특수대학원 - 사회복지학과 - 행정관리학과 |